# Héctor Zelada
Pour les articles homonymes, voir Zelada.
Héctor Miguel Zelada Bertoqui est un footballeur international argentin né le 30 avril 1957 à Maciel. Il évoluait au poste de gardien de but. Il est champion du monde en 1986 sans jouer et n'honorera jamais la moindre sélection avec l'équipe d'Argentine,.

## Carrière
| Saison    | Club               | Matchs | Buts |
| --------- | ------------------ | ------ | ---- |
| 1975-1979 | CA Rosario Central | 92     | 0    |
| 1979-1987 | Club América       | -      | -    |
| 1988-1990 | CF Atlante         | 59     | 0    |

## Sélections
- Argentine en 1986, 0 sélection.